# Distrito de La Neuveville
El Distrito de La Neuveville (hispanizado La Nueva Villa) es uno de los veintiséis antiguos distritos del cantón de Berna (Suiza). Tiene una superficie de 49 km². La capital del distrito era la ciudad histórica de La Neuveville.

## Geografía
Situado en parte en la cordillera del Jura en la región conocida como Jura bernés, la región francófona del cantón de Berna, también se encuentra en el área de influencia de la ciudad de Biel/Bienne, en la región conocida como Seeland. El distrito incluye una parte del lago de Bienne.
El distrito de La Neuveville limita al norte con el distrito de Courtelary, al noreste con el de Biel-Bienne, al este con el de Nidau, al sur con el de Erlach, y al oeste con los de Neuchâtel (NE) y Val-de-Ruz (NE).

## Historia
Castellanía del Obispado de Basilea de 1304 a 1797, cantón del departamento francés de Monte Terrible (1797-1800), incorpotado el cantón de Bienne en el departamento del Alto Rin (1800-1813), anexada a la bailía bernesa de Erlach (1816-1846), distrito francófono del cantón de Berna (desde 1846). La región fue posesión del Obispado de Basilea con la donación de Moutier-Grandval en el 999. En 1234, el conde de Neuchâtel renuncia a sus derechos de patronato sobre Biel/Bienne y la ribera norte del lago (que incluye la región de La Neuveville) y los da al obispo. En 1275 Biel-Bienne fue promovida al rango de ciudad, lo que suposo que se convirtiera en el centro administrativo de las posesiones episcopales de Nugerol en Boujean/Bözingen. Desde 1283 el obispo hizo construir el castillo fortificado de Schlossberg para defender la frontera sur del obispado. 
El obispo constituyó un feudo castral que fue dividido entre Imer de Bienne (1304) y su tío Otón de Bienne (1306), primeros castellanos. Desde la fundación de la villa de la Neuveville (hacia 1310), el destino de ésta y de la castellanía estarían fuertemente ligados. El castellano del Schlossberg era también alcalde episcopal, función hasta entonces reservada al alcalde de Biel/Bienne. El castellano residía en el Schlossberg y desde 1555, en la ciudad en la casa de Gléresse (actual prefectura). Gracias a sus franquicias, la ciudad era dirigida de manera casi autónoma; el castellano conservaba ciertas prerrogativas, en particular como juez (juicio de extranjeros), presidente de los consejos (tipo de control de la ejecución de las decisiones) y comandante de las tropas abanderadas de La Neuveville. Excentuado de todo impuesto episcopal, salvo en caso de guerra, La Neuveville gozaba de gran autonomía, excepto con las tazas de la sal. Los diezmos pertenecían casi todo a la abadía de Bellelay. Desde 1797 con la anexión de la antigua señoría de Diesse el territorio tomó una nueva forma. Reunido al cantón de Berna tras el período francés, fue el último distrito creado en el cantón. En 1974 y 1975 tras la celebración de los plebiscitos de autodeterminación, las cinco comunas decidieron seguir en el cantón de Berna. El distrito fue disuelto el 31 de diciembre de 2009, tras la entrada en vigor de la nueva organización territorial del cantón de Berna. La Neuveville fue absorbida en su totalidad por el nuevo distrito administrativo del Jura bernés.

## Comunas
| Distrito de La Neuveville | Distrito de La Neuveville | Distrito de La Neuveville | Distrito de La Neuveville | Distrito de La Neuveville |
| Comunas                   | Población (31.12.2007)    | Superficie km²            | Densidad hab./km²         |                           |
| ------------------------- | ------------------------- | ------------------------- | ------------------------- | ------------------------- |
| Diesse                    | 421                       | 9,44                      | 44,59                     |                           |
| Lamboing                  | 668                       | 9,10                      | 73,40                     |                           |
| La Neuveville             | 3457                      | 6,80                      | 508,38                    |                           |
| Nods                      | 727                       | 26,70                     | 27,22                     |                           |
| Prêles                    | 867                       | 6,98                      | 124,21                    |                           |
| Total (5)                 | 6.140                     | 59,02                     | 104,03                    |                           |